# Klobjörnbär
Klobjörnbär (Rubus lindebergii) är en rosväxtart som beskrevs av P. J. Müll.. Enligt Catalogue of Life ingår Klobjörnbär i släktet rubusar och familjen rosväxter, men enligt Dyntaxa är tillhörigheten istället släktet rubusar och familjen rosväxter. Arten är reproducerande i Sverige.

## Underarter
Arten delas in i följande underarter:
- R. l. sericeus
- R. l. umbrosus
- R. l. typicus
- R. l. sulcifer
- R. l. parvifolius
- R. l. floribundus